# Codex Coislinianus

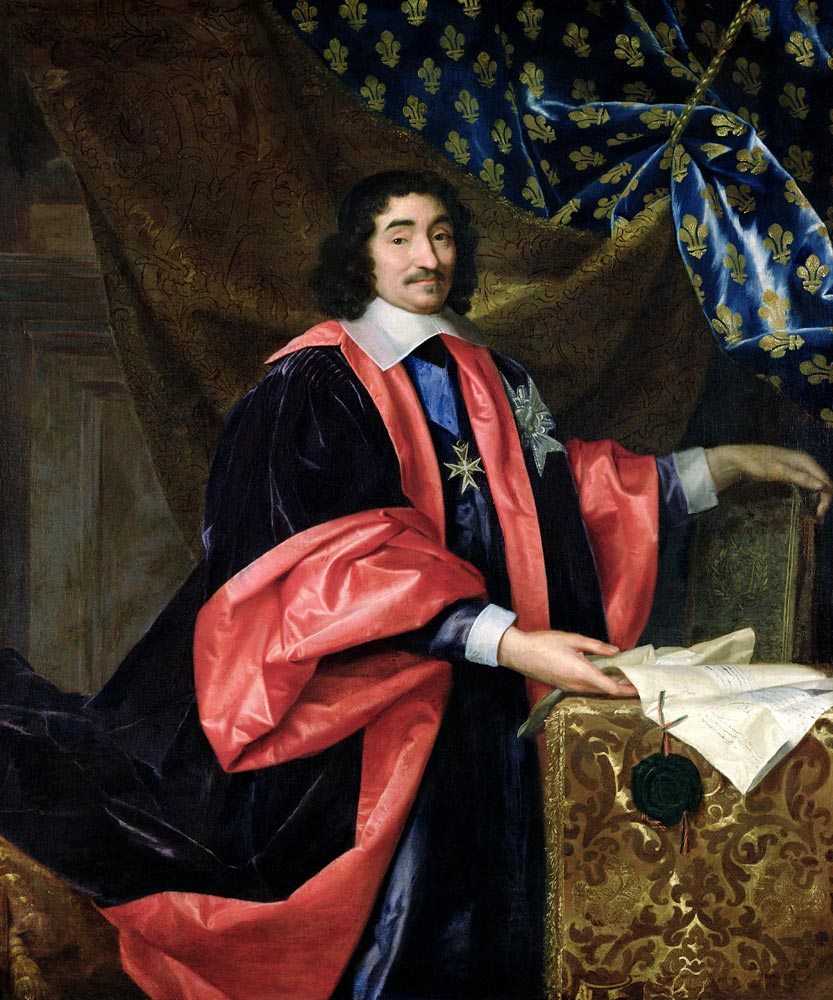
Pierre Seguier nabył w Grecji 14 kart kodeksu

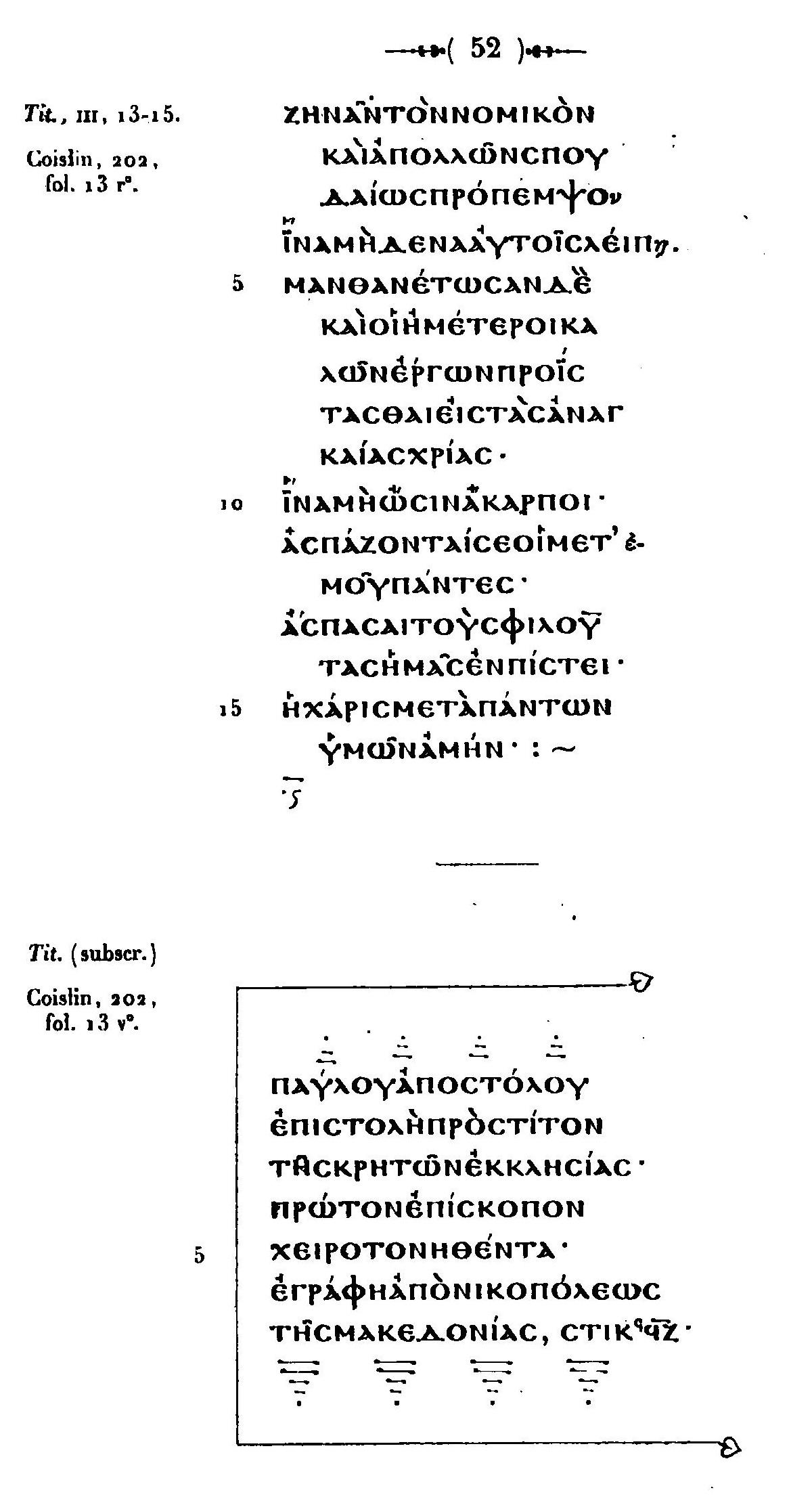
Koniec Listu do Tytusa w wydaniu facsimile H. Omont (1889)

Codex Coislinianus (Gregory-Aland no. Hp albo 015, α 1022 Soden) – grecki uncjalny rękopis Nowego Testamentu, paleograficznie datowany na VI wiek. Inną nazwą kodeksu jest Euthalianus. Kodeks pisany jest stychometrycznie. Kodeks przechowywany jest w ośmiu kolekcjach siedmiu bibliotek, w sześciu miastach Europy.
Tekst kodeksu reprezentuje aleksandryjską tradycję tekstualną, jednak z licznymi naleciałościami tradycji bizantyńskiej. Aland zaliczył go do kategorii III. Tekst posiada wiele korekt dokonanych przez późniejszego korektora. O wartości kodeksu stanowi stychometryczny styl oraz nota marginalna w Liście do Tytusa. Jest on również ważny dla poznania historii tekstu Nowego Testamentu. Jest cytowany w krytycznych wydaniach Novum Testamentum Graece.

## Historia
Kodeks powstał w Aleksandrii lub w Cezarei w wieku VI. Pewnym jest to, że przebywał w Cezarei, gdzie dokonano w jego tekście wielu korekt. Następnie dotarł na górę Athos, gdzie jego karty posłużyły do przeplatania i owijania kart innych kodeksów, a także do produkcji nowych ksiąg. W 975 roku część kart kodeksu, znana dziś jako Fragmenta Mosquensia, została wykorzystana dla dzieł Grzegorza z Nazjanzu. W XII wieku partia kodeksu została wykorzystana w katenach Niceta z Heraklei do Psałterza (fragmenta Taurinensia). W 1218 roku inna partia kodeksu, znana dziś jako Fragmenta Coisliniana, została wykorzystana na potrzeby innych rękopisów. W efekcie tego zachowało się zaledwie ok. 10% rękopisu.
Pierwszą partię kodeksu, tj. 14 jego kart, nabył Pierre Séguier (1588–1672), kanclerz Francji, podczas jego wizyty w Grecji. Po jego śmierci stała się własnością Charles de Coislin, arcybiskupa Metz (1664–1732), który przekazał je benedyktyńskiemu klasztorowi Saint-Germain-des-Prés. Partia ta nazwana została później Fragmenta Coisliniana. Rękopisy tej kolekcji zbadał i opisał Bernard de Montfaucon. Po pożarze w 1793 roku stwierdzono brak dwóch kart w kolekcji, nabył je Piotr Dubrowski – wraz z wieloma innymi rękopisami – dla Rosyjskiej Biblioteki Narodowej. Od roku 1795 partia 12 kart przechowywana jest we Francuskiej Bibliotece Narodowej (w Fonds Coislin, pod numerem 202).
Fragmenta Mosquensia przywiezione zostały do Moskwy jeszcze w 1665 roku. Badane one były przez Matthaei w końcu XVIII wieku. Jeszcze kilkakrotnie poszczególne karty kodeksu odnajdywano w Wielkiej Ławrze na Athosie, jedną kartę przywiózł do Petersburga Porfiriusz (Uspienski). Dwie karty kodeksu znalazły się w Turynie. W 1905 roku Kirsopp Lake odkrył ostatnią partię kodeksu.
Herni Omont w 1869 roku opublikował tekst dostępnych mu partii kodeksu. J.A. Robinson w 1895 roku opublikował 16 stron więcej. Kirsopp Lake w 1905 roku opublikował pięć dalszych fragmentów, które znalazł na górze Athos. Kodeks jest cytowany w krytycznych wydaniach greckiego Nowego Testamentu (UBS3, UBS4, NA26, NA27).
Dzisiaj kodeks przechowywany jest w ośmiu kolekcjach siedmiu bibliotek, w sześciu miastach Europy:
- Athos, Wielka Ławra – 8 kart z tekstem 2 Kor 10,8-12; 10,18 – 11.6; 11,12-12,2; Gal 1,1-4; 2,14-17
- Kijów, НБУВ, F. 301 (KDA) 26p – 3 karty z tekstem 2 Kor 4,2-7; 1 Tes 2,9-13; 4,5-11
- Moskwa, Hist. Muz. 563 – 2 karty z tekstem Heb 10,1-7; 10.32-38
- Moskwa, Ros. Bibl. Państw., F.270.1a.70.1 – 1 karta z tekstem Heb 1,3-8
- Paryż, BnF, Supplément grec 1074 – 10 kart z tekstem Gal 4,30-5,5; Kol 1,26-2,8; 2,20-3,4; 12,10-15; 13,24f; 1 Tym 1,7-2,13
- Paryż, BnF, Coislin 202 – 12 kart z tekstem 1 Kor 10,22-29; 11.9-16; Heb 2,11-16; 3,13-18; 4,12-15; 1 Tym 3,7-13; Tyt 1,1-3; 1,15-2,5; 3,13-15 & Subscriptio
- St. Petersburg, RNB, Gr. 14 – 3 karty z tekstem Gal 1,4-10; 2,9-14; Kol 3,4-11
- Turyn, Bibl. Naz. A.1 – 2 karty z tekstem 1 Tym 6,9-13; 2 Tym 2,1-9.

## Zawartość
Zachowało się zaledwie 41 pergaminowych kart (30 na 25 cm). Oryginalny kodeks miał karty ułożone w quarto (cztery w jednym foliale). Zawiera fragmenty Listów Pawła. List do Rzymian, List do Efezjan, List do Filipian, 2. List do Tesaloniczan i List do Filemona zaginęły w całości. Zachowane karty zawierają:
1 Koryntian 10,22–29; 11,9–16;
2 Koryntian 4,2–7; 10,5–11,8; 11,12–12,4;
Galatów 1,1–10; 2,9–17; 4,30–5,5;
Kolosan 1,26–2,8; 2,20–3,11;
1 Tesaloniczan 2,9–13; 4,5–11;
1 Tymoteusza 1,7–2,13; 3,7–13; 6,9–13;
2 Tymoteusza 2,1–9;
List do Tytusa 1,1–3; 1,15–2,5; 3,13–15;
Hebrajczyków 1,3–8; 2,11–16; 3,13–18; 4,12–15; 10,1–7; 10,32–38; 12,10–15; 13,24–25.
Tekst kodeksu pisany jest stychometrycznie, jedną kolumną na stronę i 16 linijkami w kolumnie, bardzo wielką, kwadratową uncjałą (wysoką na ponad 1,5 cm), w rezultacie w jednej linijce mieści się niewiele słów. Przydechy i akcenty zostały dodane przez późniejszą rękę. Przydechy oddawane są przy pomocy znaków ⊢ oraz ⊣, akcenty często wstawione zostały w niepoprawnych miejscach, jota subscriptum nie występuje. Występuje błąd itacyzmu, popełniane są inne błędy (np. ΙΟΔΑΙΟΙ zamiast ΙΟΥΔΑΙΟΙ). Nomina sacra pisane są skrótami (ΘΥ, ΠΡΣ, ΧΥ, ΑΝΟΥΣ), słowa na końcu linii też bywają skracane. Tekst dzielony jest według rozdziałów (κεφαλαια), których numery umieszczono na marginesie, natomiast przed każdą z ksiąg biblijnych znajdowała się lista κεφαλαια (spis treści).
Kodeks jest szczególnie znany z noty marginalnej na końcu Listu do Tytusa:
Ἔγραψα καὶ ἐξεθέμην κατὰ δύναμιν στειχηρὸν τόδε τὸ τεῦχος Παύλου τοῦ ἀποστόλου πρὸς ἐγγραμμὸν καὶ εὐκατάλημπτον ἀνάγνωσιν… ἀντεβλήθη δὲ ἡ βίβλος πρὸς τὸ ἐν Καισαρίᾳ ἀντίγραφον τῆς βιβλιοθήκης τοῦ ἀγίου Παμφίλου χειρὶ γεγραμμένον αὑτοῦ.
Napisałem i zaprezentowałem, na ile to było możliwe, stychometrycznie ten oto egzemplarz Pawła Apostoła, w celu linijka po linijce i łatwo zrozumiałej lektury… a porównana została [ta] księga z odpisem znajdującym się w Cezarei, należącym do biblioteki św. Pamfila, napisanym jego ręką.
Tę samą notę zawierają niektóre ormiańskie rękopisy i podobną notę zawiera Kodeks Synajski w Księdze Ezdrasza. Nota ta jest traktowana jako pośredni dowód na recenzję Eutaliusza. O wartości kodeksu stanowią dwie rzeczy: stychometryczny styl oraz nota na końcu Listu do Tytusa.

## Tekst
Grecki tekst kodeksu reprezentuje tekst aleksandryjski, z licznymi naleciałościami tekstu bizantyńskiego. Według opinii Lagrange’a tekst aleksandryjski kodeksu jest podobny do tekstu Kodeksu Watykańskiego. Ze względu na fragmentaryczność kodeksu, obniża to użyteczność kodeksu do badań krytycznych oraz na zniszczony tekst, badania tekstu kodeksu są utrudnione. Kurt i Barbara Alandowie dali mu następujący profil tekstualny 71, 01/2, 12², 3s. Profil ten oznacza, że tekst kodeksu 7 razy wspiera tekst bizantyjski przeciwko „oryginalnemu”, a 12 razy tekst „oryginalny” przeciwko bizantyjskiemu, nigdy nie jest zgodny z tekstem bizantyjskim i „oryginalnym” jednocześnie (w miejscach profilowych), ponadto posiada trzy sobie właściwe warianty tekstowe (Sonderlesarten). W oparciu o ten profil Alandowie zaklasyfikowali tekst rękopisu do III kategorii, co oznacza, że jest ważnym świadkiem ewolucji tekstu Nowego Testamentu.
Korekty dokonane przez późniejszą rękę niemal zawsze reprezentują tradycję bizantyńską. W Liście do Tytusa w dolnym marginesie późniejsza ręka zamieściła notę, iż tekst rękopisu został poprawiony w bibliotece cezarejskiej w oparciu o rękopis sporządzony przez Pamfila z Cezarei.
Niektóre warianty tekstowe
Ζ lewej strony klamry tekst wydania Nestle-Alanda, po prawej stronie tekst kodeksu
2 Kor 10,7 ἀφ'] εφ
2 Kor 10,8 τε ] brak
2 Kor 11,1 ἀφροσύνης ] τη αφροσυνη
2 Kor 11,3 καὶ τἥς ἀγνοτητος ] brak
2 Kor 11,30 μου ] brak
2 Kor 12,3 χωρὶς ] εκτος
Gal 1,3 ἠμων καὶ κυρἰου ] και κυριου ημων
Kol 1,27 ὅ] ος